# Zhengyangmen
 Zhengyangmen (chinois simplifié : 正阳门 ; chinois traditionnel : 正陽門 ; pinyin : Zhēngyáng mén ; litt. « Porte Face au Soleil ») ou souvent Qianmen (chinois simplifié : 前门 ; chinois traditionnel : 前門 ; pinyin : Qián mén ; litt. « Porte d'entrée ») est une porte de l'ancienne muraille de Pékin, entre la ville tartare (la ville intérieure) et la ville chinoise (la ville extérieure). Elle se situe actuellement au sud de la place Tian'anmen. Elle est l'une des seules à n'avoir pas été détruite dans les années 1950.

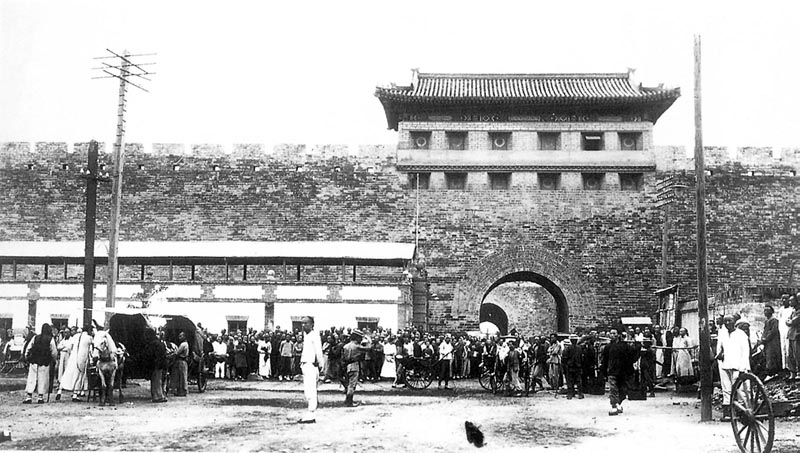
Zhengyangmen en 1915

Construite en 1419, la porte comprenait un corps de garde et une tour d'archers formant une grande barbacane. L'essentiel de la construction a subsisté, bien qu'ayant à diverses reprises été modifié. La porte actuelle date de 1914, et comprend des éléments suggérés par des conseillers allemands. Haute de 42 mètres, cette porte est, depuis son édification, la plus haute de Pékin. 
Après la proclamation de la république populaire de Chine, la porte fut longtemps occupée par l'Armée.
La porte donne son nom à la plus ancienne gare de Pékin, la gare de Zhengyangmen-Est (aujourd'hui un musée), qui se trouve à proximité.